# Déryné utca (Miskolc)
A miskolci Déryné utca a Széchenyi István utcából ágazik északi irányba, és a Hősök teréig tart. 1984, a Széchenyi utca sétálóutcává alakítása óta a Déryné utcát csak a gyalogosok használják. Legismertebb épülete a Miskolci Nemzeti Színház, amely a homlokzatával ugyan a Széchenyi utcára néz, de a címjegyzék a Déryné utcába sorolja. A keleti oldal első házában nyílt meg Miskolc első antikváriuma, ma is az működik benne. A Színháztörténeti és Színészmúzeum az első, leégett miskolci kőszínház helyén, annak alapjain áll. A Kamaraszínház és a Játékszín közös épülete eredetileg a Gazdakör székházának épült, később működött benne a Miskolci Galéria és városi könyvtár is. A CIB Bank mai épülete korábban a miskolci postának is helyet adott. A zsinagóga a Kazinczy utcára van címezve, de főbejárata a Déryné utcáról nyílik.
Az utca történelmi neve Boldogasszony utca volt, az újvárosi, 1544-ben lerombolt templomról kapta a nevét. Később átmenetileg Zabari utca, majd – az első színház felépülése után – Színház utca néven jegyezték, hogy azután Deák Ferenc nevét is viselje. A Déryné nevet 1950-ben kapta.
Az Észak-Magyarország című napilap 2017-es internetes szavazása szerint a városlakók Miskolcon a Déryné utcát tartják a leghangulatosabb utcának.

## Története

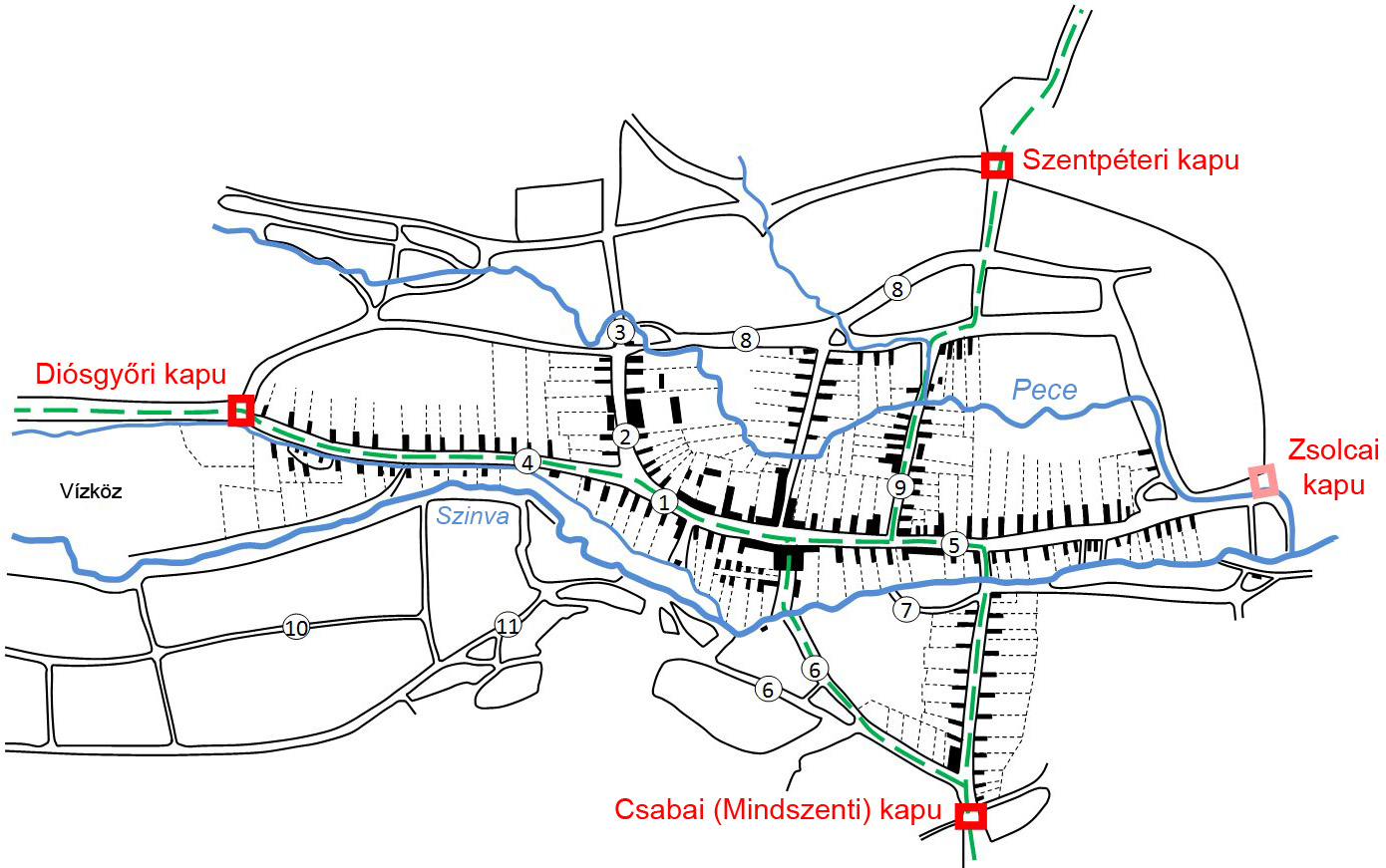
Miskolc térképe a 16–17. században. Zöld vonallal a városon átvezető országutak vannak jelölve. Utcanevek: 1 – Piac, 2 – Mészár, 3 – Fábián, 4 – Hunyad, 5 – Alsó piac, 6 – Papszer, 7 – Kandia, 8 – Újváros, 9 – Boldogasszony, 10 – Meggyesalja, 11 – Toronyalja

A Déryné utca elődjét eleinte nem is tekintették utcának, csupán a Piac utca „betüremkedése” volt, neve először a 16. században olvasható korabeli írásos dokumentumokban. Az utca már a középkorban a Miskolcon áthaladó észak-déli országút része volt: a csabai országút folytatásaként, a Piac utcán áthaladva vezetett Sajószentpéter felé. Az utca végén állt az újvárosi Nagyboldogasszony templom (amit 1544-ben a törökök leromboltak), és az utca erről kapta Boldogasszony (Boldog Asszony) nevét, ami a templom elpusztulása után is megmaradt. Ugyancsak az 1544-es évszámhoz kapcsolódik a város adóköteles portáinak összeírása, amelyben említik, hogy a Boldogasszony utcán három adózó zsellérpalota található. A 17. században az utcát Újváros néven is említették, de ez feltehetően korabeli tévedés vagy elírás lehet, mert az Újváros utca kelet-nyugati irányban futott. A Boldogasszony utcanév fennmaradt a 19. század első harmadáig, de a 16–17. században használatos volt a Zabari név is. Zabari (Zabary, Szabari) Demeter Miskolc főbírája volt 1580-ban, és ebben az utcában volt a háza. Érdekes adalék, hogy 1609-ben Zabari konfliktusba keveredett azzal a Czikó Jánossal, aki szintén utcanévadó lett: a mai Kossuth utca viselte egykor a nevét. A Zabari utcanév lassan kikopott a használatból, a Boldogasszony név viszont megmaradt egészen 1823-ig, amikor ebben az utcában felépült az első miskolci színház, így az utca neve Színház utca lett. Deák Ferenc 1876-ban bekövetkezett halála után a város méltóképp akart megemlékezni a politikusról, egész alakos festményt készíttettek a Vármegyeháza dísztermébe, később szobrot is rendeltek (ezt 1925-ben állították fel a Deák téren), és a Színház utcát is róla nevezték el. A pontos dátum nem ismert, de az 1900-ban megjelent hivatalos miskolci utcajegyzék már Deák Ferenc utcának nevezi. Nagy-Miskolc létrejöttekor a belvárosi Deák Ferenc utca miatt nevezték át a diósgyőrit Bölcs utcára, a hejőcsabait pedig Hejő utcára. Pár évvel később azonban a belvárosi utcanév megszűnt – a korábbi Szent Ferenc utca 1953-ban a Deák Ferenc tér nevet kapta, és a két egymáshoz közeli közterületnév zavaró hasonlósága miatt a színház melletti utcát ugyanekkor Déryné utcára nevezték át, míg a korábbi Déryné utca a Kommün utca nevet kapta (ma Tízeshonvéd köz).

## Épületei

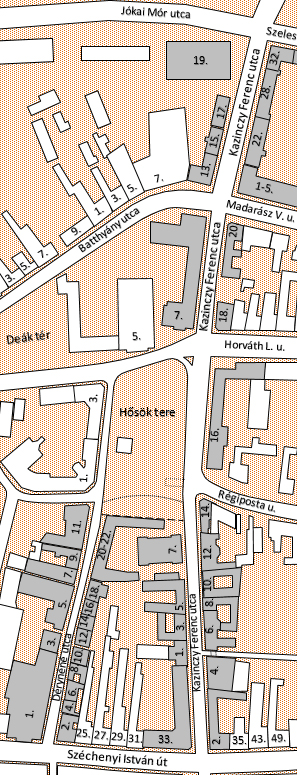
A Déryné (és a Kazinczy) utca térképe

A Déryné utca legjelentősebb épületei a Színház és játszóhelyei, a Színészmúzeum, valamint az antikvárium épülete. A régi korok jeles telek- és háztulajdonosai közül említésre méltó a Zabari (Szabari)–Kéry–Miskolczy kúria (az 5–7. számú telkeken állt) és a Dominkovits-ház (11. számú telek). A mai 2–16. számú telkek egykor összefüggő, a Pecére lenyúló szalagtelket képeztek (a Pece az út mai végén keresztezte az utcát), s Ráczkövi-fundus néven ismertek. A következő, Almássy-fundusnak nevezett telken épült a zsinagóga.

## Nyugati oldal
Miskolci Nemzeti Színház (Déryné utca 1.)
Műemlék. Miskolc első színházépülete a Déryné utca 3. szám alatt állt, de 1843-ban leégett. A mai színház építése 1847-ben kezdődött, de csak 1857-ben nyitották meg. A színházi épületegyüttes 1991–1996 között jelentős felújításon és átalakításon esett át, minek következtében új játszóhelyek jöttek létre, egyetlen nagy komplexumba szervezve.
Színháztörténeti és Színészmúzeum (Déryné utca 3.)
A múzeum helyén állt az első, 1823-ban megnyitott, ám 1843-ban leégett miskolci kőszínház. A leégett épület helyén, annak alapjain katonai szálláshely (az ún. „ezredesi lak”) épült 1845-ben, építésze Miks Ferenc volt. Klasszicista stílusú, egyemeletes épület. Középrizalitjában három, szélein egy-egy tengely található. A középső ablak szélessége követi a földszinti kapu méretét. Ablakai egyenes záródásúak, a középrizalit emeleti ablakai fölött timpanonos szemöldökkel. A leégett színház oszlopsoros homlokzata felfedezhető a kiállító térben. A házat később, az 1870-es évektől iskolának használták (Városi Női Ipariskola), majd díszletraktárként is üzemelt, végül a színházi tömb 1990-es években történő átfogó rekonstrukciója keretében felújították a múzeum számára. A Színészmúzeum 1996-ban nyílt meg a Miskolci Galéria színháztörténeti gyűjteményeként.
Kamaraszínház–Játékszín (Déryné utca 5.)
Az 1620-as években a Zabari családé volt a telek, majd a század végén már Csiszár-fundusként, 1793-ban Csiszár–Király fundusként említették. 1813-ban Melczer László volt a tulajdonosa a rajta álló földszintes épületnek. Ezt a telket vásárolta meg az 1901-től 1942-ig működő Kereskedők és Gazdák Köre, és 1929-re, Hevesi Lajos miskolci mérnök, építési vállalkozó tervei alapján és kivitelezésében felépítették a székházukat. Az építés tulajdonképpen hozzáépítés volt, az északi szárny a régi épület része volt. A Gazdakör a korában amolyan művelődési központ volt, már a megnyitón is Márai Sándor működött közre előadói estjével. Az 1960-as években az épületet a Miskolci Galéria kapta meg, emellett itt működött a déli szárnyban a Szabó Lőrinc városi könyvtár is. Az épületben rendezték a Grafikai Biennálét és a Téli Tárlatot, de más képzőművészeti kiállításokat is tartottak benne, az udvarán szabadtéri eseményeket rendeztek. Itt működött még a Művész klub is. A színházi épületegyüttes rekonstrukciója után az épületben kapott helyet a Kamaraszínház és a Játékszín, előteréből pedig megközelíthető a Nyári színház. Az átalakítás során a belső tereket funkcionális okokból átépítették, de a külső homlokzat változatlan maradt.
Étterem (Déryné utca 7.)
Az épületet eredetileg valószínűleg az ősi Bük (Bükk) család építtette, de az 1817-es miskolci teleklajstrom feltünteti a telek belső részén még Csiszár Sámuelt is. A ház öttengelyes, udvarán árkádsoros épület volt. Az 1870-es években itt, az akkori cím szerint Boldogasszony utca 13. számú házban lakott Latabár Endre színidirektor, majd halála után – az 1880-as összeírás szerint – özvegye, Török Mária és elsőszülött fiuk, Latabár Dezső színész (aki ekkor már szintén özvegy volt) a ház lakója volt. Az özvegy 1895-ben bekövetkezett halála után Dobozy Dániel tűnt fel tulajdonosként, majd az 1930-as évektől Kluger Dávid kárpitosmester lakóháza, az udvari részen pedig műhelye volt benne. Az 1940-es évek közepétől az 1960–70-es évekig a Kluger utódok kárpitosműhelye működött a házban, ezután a Kárpitos Szövetkezet költözött az épületbe. 1991-ben új funkciót kapott az épület: az eredeti felépítményt tiszteletben tartó felújítás után a Gösser étterem-panzió nyitotta meg kapuját benne, amiből később Dolce Vita lett.
Csiszár–Bodnár-ház (Déryné utca 9.)
A telek történetével kapcsolatban meglehetősen hiányosak a források. Az ismert, hogy 1817-ben Csiszár Pál volt a tulajdonos, és a Pecére lenyúló szalagtelek 328 négyszögöl területű volt. 1903-ban azután Bodnár Gyula építtette fel az egyemeletes bérházat. Az L alaprajzú épület földszint utcai részén két szobát, a déli oldalon zárt kapuátjárót alakítottak ki. Az emeleten az utcai fronton három szoba, a telek északi oldalán pedig szoba-fürdőszoba-kamrás lakás helyezkedik el. Ennek a háznak egykori telkén, annak nyugati végén alakították ki az Antall József teret. A házban a 2010-es években lakások és irodák vannak.
CIB Bank (Déryné utca 11.)
A házat Cassanó József tervezte, és 1847-ben épült, tulajdonosa Dominkovics Lajos volt, aki Palóczy László lányát, Juditot vette feleségül. A férj 1850 körül meghalt, a feleség – aki újra férjhez ment – a Borsodmegyei Nőegylet fontos személyiségeként 1878-ban hunyt el. A Dominkovics–Palóczy-ház további tulajdonosai nem ismertek, de amikor az épületbe 1891-ben beköltözött a főposta, már Radványi-háznak nevezték. 1900 elején a telefonközpont is ide költözött, ezért toldalékokat építettek hozzá. A posta 1905–ben kiköltözött az épületből (a Kazinczy utcába települtek át), és a Miskolci Ipari Hitelszövetkezet vásárolta meg, amelynek nem kis köze volt az „első leány kiházasító egylet”-hez, és annak hatalmas botrányához. 1912-ben a Miskolci Asztalosok Bútorcsarnok Szövetkezete is ide költözött. Amikor 1917-ben az ungvári főreáliskolát Miskolcra helyezték, az iskola ezt az épületet kapta meg, teljes berendezésével. Az iskola 1939-ben átmenetileg Kassára költözött, de 1945-ben visszatért a házba, és a felújítások után Hunfalvy János Gimnázium és Dolgozók Gimnáziuma néven kezdte meg működését. A gimnázium 1950-ben Diósgyőrbe költözött (ez lett a Kilián, később Diósgyőri Gimnázium), de a Dolgozók Gimnáziuma itt működött tovább. A 20. század végén egy bank vásárolta meg az épületet, és a műemléki előírásoknak megfelelően átalakíttatta a homlokzatot, a belső tereket pedig a banki igényeknek megfelelően képezték ki.

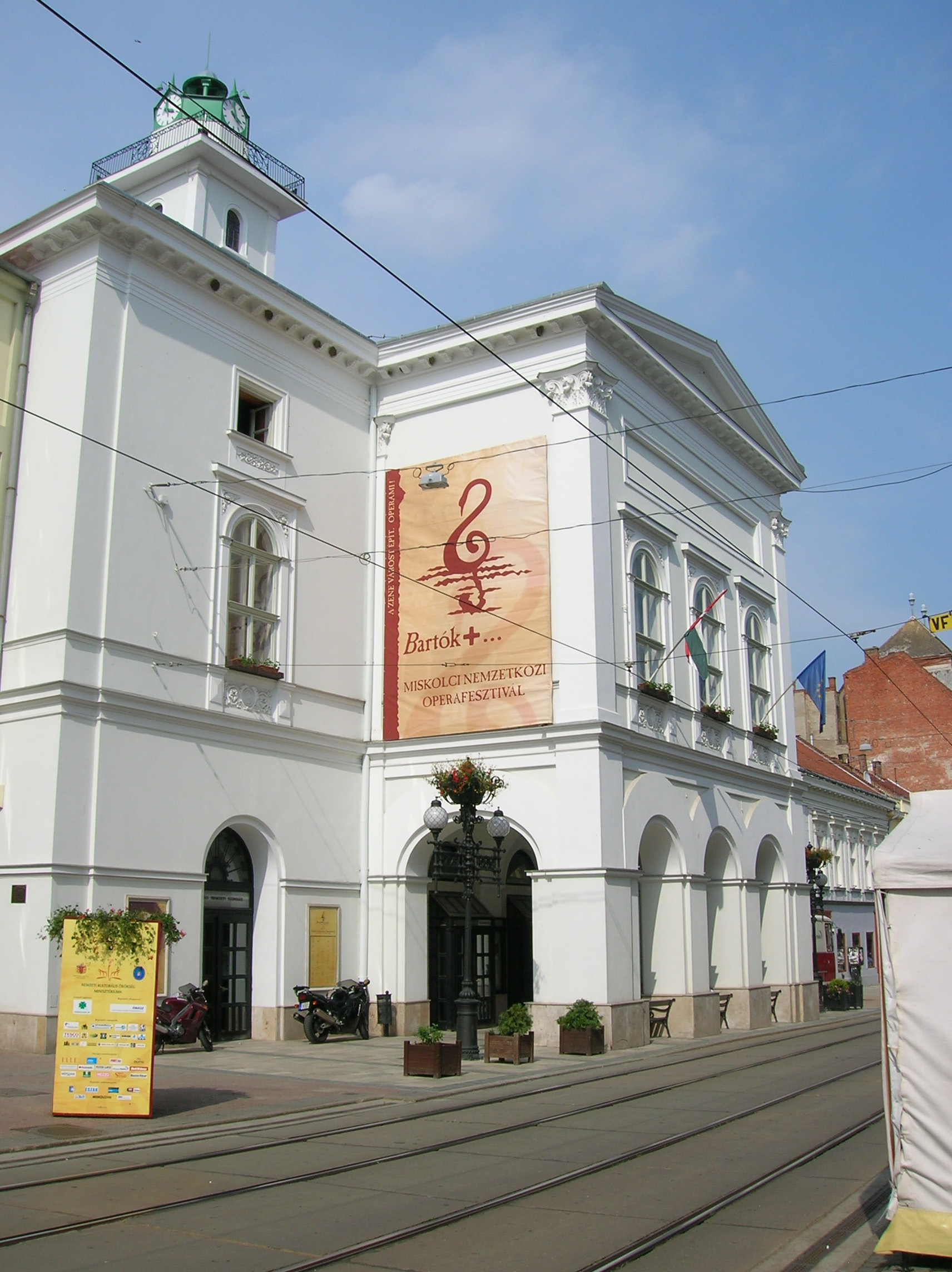
Színház Déryné utca 1.
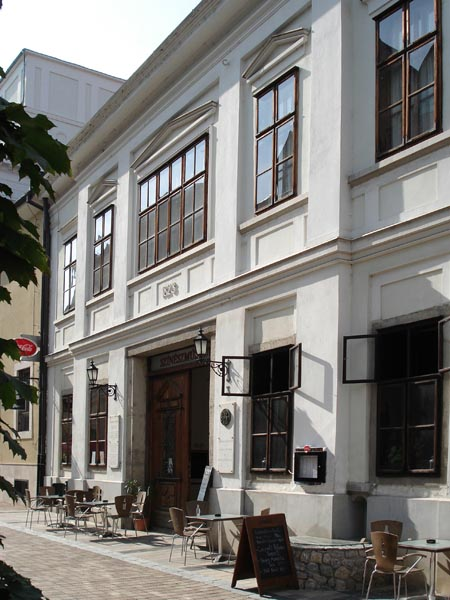
Színészmúzeum Déryné utca 3.
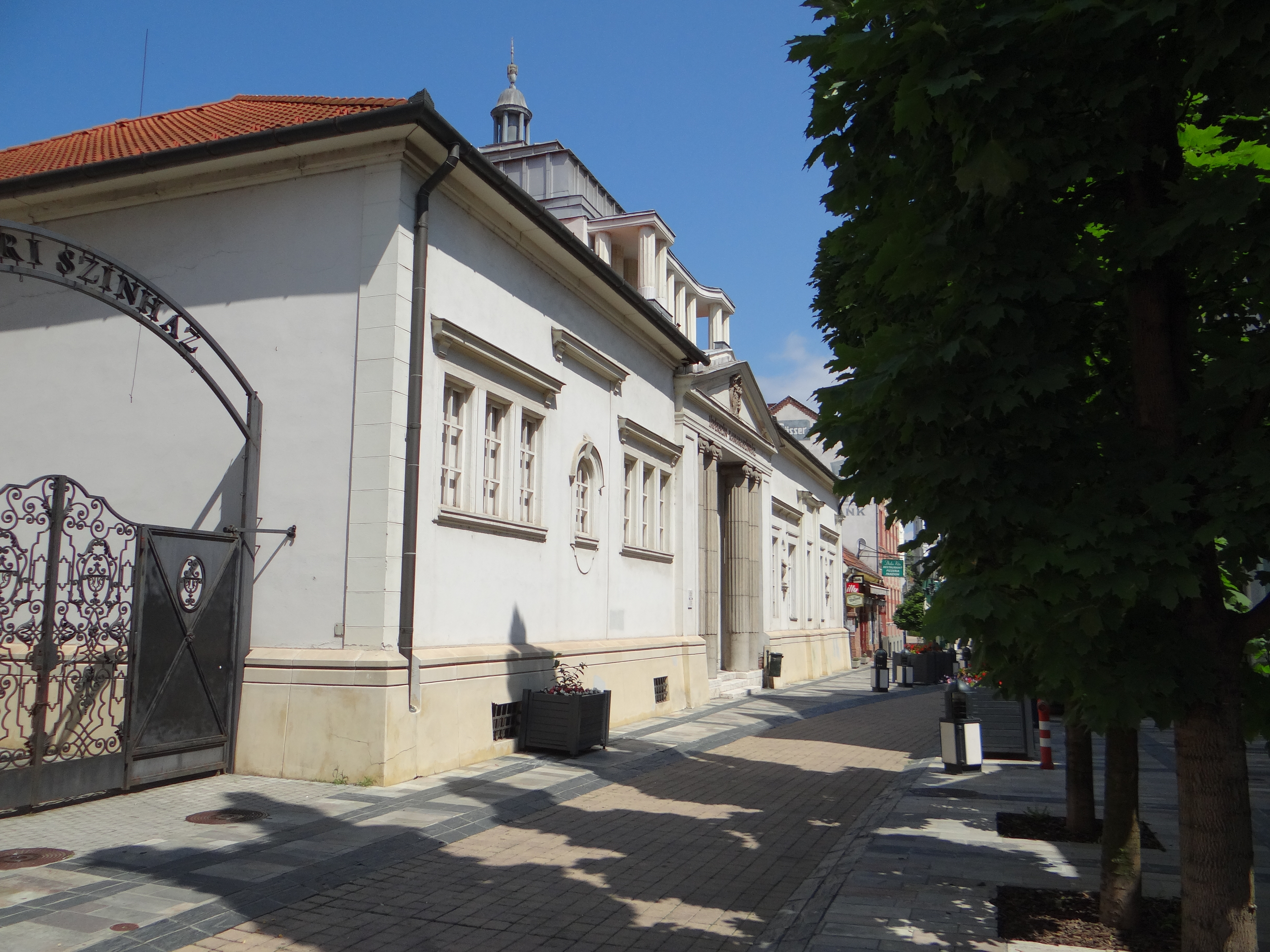
Kamaraszínház–Játékszín Déryné utca 5.
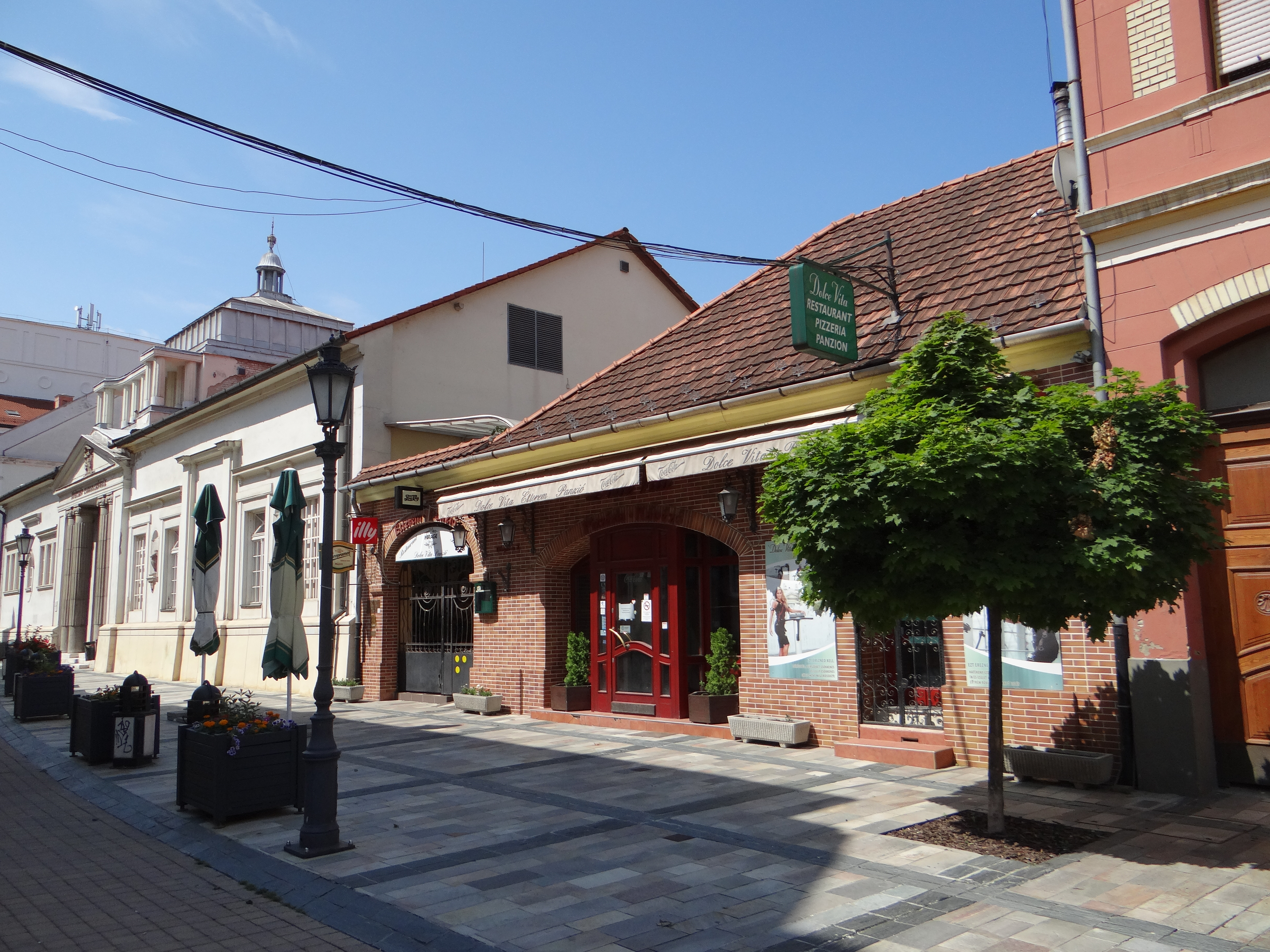
Étterem Déryné utca 7.
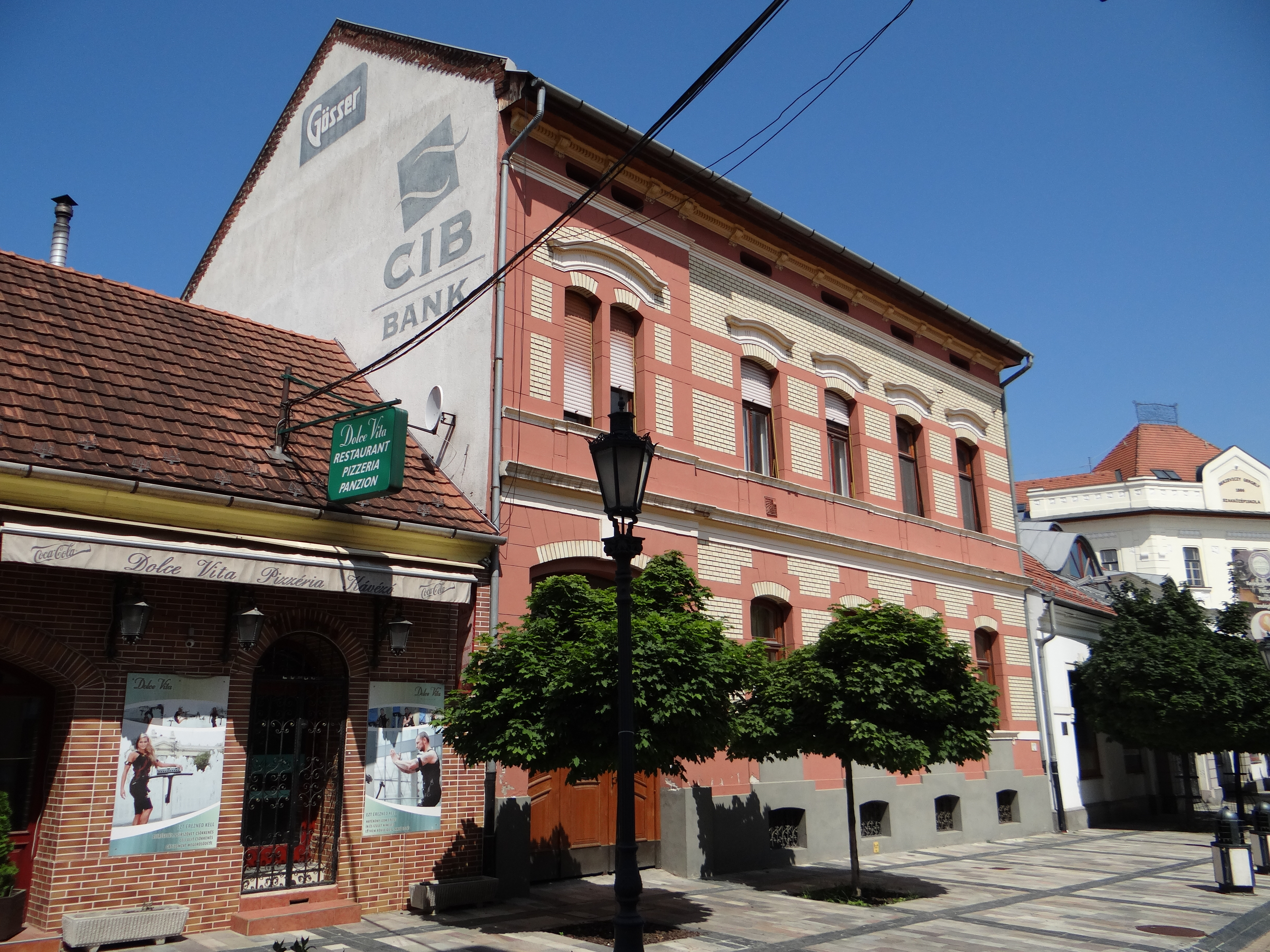
Csiszár–Bodnár-ház Déryné utca 9.
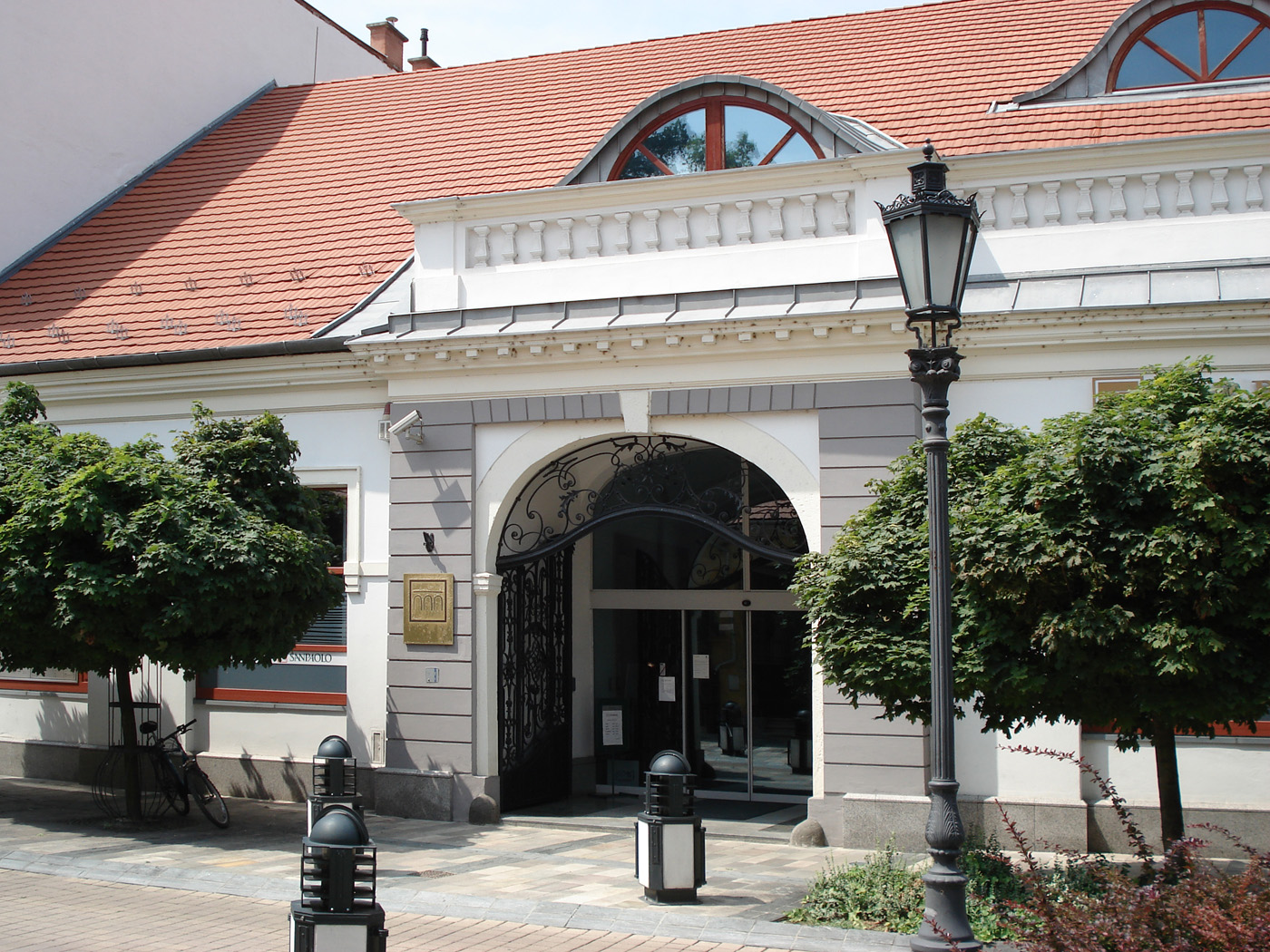
CIB Bank Déryné utca 11.

## Keleti oldal
Dálnoky-ház (Déryné utca 2.)
A Széchenyi és a Déryné utca sarkán álló ház 1862-ben már állt, végső formáját az 1878-as árvíz után kapta meg. A ház tulajdonosa Dálnoky Nagy Barnabás (1823–1893) jogász, királyi főjegyző volt. Az épület mindkét utcai földszintjén üzlethelyiségeket alakítottak ki, amelyekben eleinte gyakran változtak a bérlők, de már a kezdetektől itt volt Miskolc első antikváriuma – ma is az van benne. Ezen kívül egy kis lakberendezési bolt, a Déryné utcai oldalon pedig presszó van. Az épület két utcai frontjának kinézete hasonló, csak a tengelyek kiosztása más.
Pilcz-ház (Déryné utca 4.)
A ház 1914-ben épült, építtetője Pilcz József késműves. Az épület Pilcz korábbi földszintes háza és műhelye helyén épült, tervezője Koch Károly volt. A kétemeletes épületben két pincehelyiség, két üzlethelyiség, raktár, fürdőszoba-konyha, cselédszoba, nyolc lakószoba, négy éléskamra, egy mosókonyha és padlásfeljáró kapott helyet. Pilcz az egyik földszinti üzlethelyiségben működtette késes-köszörűs műhelyét, és a szinte fogalommá vált céget utódai két vagy három generáción át vitték tovább. A földszinti üzletekben még Komjáti Ilona és Irén kereskedése, majd az 1930–40-es években Starnberger Lipót könyvkötészete, Halmos, Hercz és Waldner bizományi üzlete, illetve Jennek Nándor divatáruüzlete működött. A szimmetrikus kialakítású épület főhomlokzata három függőleges mezőből áll. A falmezőket gazdag tagolású vakolatkváder díszíti. Az első emeleti ablakok alatt törpepilaszterek közé helyezett baluszterek vannak, ilyen a köríves erkély is. A pillérrel osztott kettős ablakok a két szélső álrizaliton megemelt szemöldökű íves záradékot kaptak, míg a középső tengelyben az erkély szélességének megfelelő nyílások egyenes záródásúak. A második emeleti erkély könnyed kovácsoltvas rácsot kapott. Az épület a késő eklektika jegyeit hordozza magán, külső megjelenése – kisebb változtatásoktól eltekintve – lényegében máig megtartotta eredeti formáját.
A Miskolci Kölcsönös Önsegélyező Hitelszövetkezet székháza (Déryné utca 6.)
A kétemeletes épület magasság irányban illeszkedik a szomszédos, 4. számú ház méreteihez. Nagyjából azonos időpontban is épültek. Építtetője a Miskolci Kölcsönös Önsegélyező Hitelszövetkezet volt, de tervezője, kivitelezője nem ismert. Az intézmény 1940-ig működött, 1941-től a Katolikus Legényegylet otthona volt benne. A földszinten Lefler Károly kitűnő vendéglője működött, de volt itt ügyvédi iroda, kalapszalon és könyv- és papírkereskedés is. 1949-ben az egyletet feloszlatták, a házat pedig államosították, és tanoncotthont rendeztek be benne. 4+1 tengelyes kétemeletes épület, az ötödik tengely rizalit gyanánt kissé kiugrik a homlokzat síkjából. A rizalit mindkét emeleti szintjén kovácsoltvas korláttal ellátott, konzolpárokon ülő egy-egy erkély van, a földszinti részen helyezkedik el a félköríves záródású lépcsőházi bejárat. A bejárat és az erkély között hermadísz van, a fölötte lévő mezőben pedig az építtető szervezet betűjele látható: MKÖHSz. Az első emeleti ablakok könyöklőpárkánya az épület szélességében végigfut. Az ablakok kosáríves záródásúak, keretelésük hornyolt, tagolatlan sávokból és ezeken ülő díszes szemöldökpárkányból áll. A második emeleti ablakok egyenes, sarkain ívelt zárást kaptak. A földszinti üzlethelyiségben a Thália bisztró fogadja vendégeit.
Földszintes ház (Déryné utca 8.)
A telek a Ráczkövi-fundus osztódásával alakult ki 1750–60 körül. 1817-ben a Szűcs család tulajdonában volt, majd 1853-ban Lővy Adolfé, 1883-ban Patzauer Móré volt. Utóbbi a házát 1880–82 között építtette, egy L alaprajzú szoba-konyhás, földszintes építmény volt. 1915-ben ismét új tulajdonost jegyeznek a források, Friedmann Mártont, aki emeletráépítést tervezett, de ezt a tanács nem engedélyezte. 1932-ben déli irányban bővítették a házat úgy, hogy az a 6. számhoz záródott, és ezzel kialakult mai formája. 1+3+1 tengelyű, egyszerű ház, a homlokzati díszeit valamikor elvesztette, csak a koronázópárkányból maradt néhány elem. A két szélső ajtóbejáratból egy-egy üzlet nyílik.
Értékpapír Rt. (Déryné utca 10.)
Ez a telek is a Ráczkövi-fundus része volt. A 19. század elején Imregh László lakott itt a családjával, majd 1850-ben az ekkor üres telket Kohn Herman kereskedő vásárolta meg, és 1885-ben 3+1+2 axisú földszintes házat építtetett rá. A ház 1923-tól már a Miskolci Keresztény Hitelszövetkezetet tulajdona volt, majd az államosítás után lakóház lett. Az épületet az 1960-as években lebontották, a területet parkolónak használták. A mai kétemeletes + tetőtérbeépítéses épület az 1980-as években épült, tervezői H. Boros Mária és Horváth István voltak. Az épületben különböző vállalkozások működnek, a földszinti üzlethelyiségben presszó található.
Csótai-ház (Déryné utca 12.)
A ház az 1870-es évek második felében épült, majd 1894-ben Nagy Sándor, a tulajdonos átalakította úgy, hogy az udvarba több fény jusson. A ház bal oldalán egy ikerablak, majd két egyes ablak és egy kétszárnyú bejárati ajtó helyezkedett el. Ezt követően többször átalakították a homlokzatot. Ma az egykori ikerablak helyén üzletbejáró van, a bejárati ajtó helyén pedig gépkocsibejárót alakítottak ki. A házban a legendássá vált Csótai József ötvös-vésnök, aranyműves rendezte be műhelyét és üzletét, aki 2002-ben elhunyt, de ma is a Csótai-üzlet működik benne.
Lakóház (Déryné utca 14.)
A telken az 1878-as miskolci árvíz után Baumgarten Dániel épített egy földszintes lakóházat, amire 1898-ban emeletet húzott. A házban hét szoba, két-két konyha és kamra, illetve mellékhelyiségek voltak. Az épület a Déryné utca egyik legszebb külsejű lakóháza volt, de az 1960–80 közötti átalakítások során teljesen lepusztították a homlokzatát. A helyén új építésű ház áll, amely megtartotta az elődépület 1+3+1 tengelykiosztását, de ez kétemeletes + tetőtérbeépítéses. Egy biztosítótársaság működik benne.
Barna-ház (Déryné utca 16.)
A telek a Déryné utca egykor legnagyobb összefüggő telkének, a Ráczközvi-féle fundus osztódásával jött létre. A 18. század végén a területen lévő két telek Kecskeméti István és Faragó Sámuel tulajdonában volt, majd 1864-ben Silbiger Ármin vásárolta meg mindkettőt. 1870-ben feltehetően ő épített rá egy földszintes lakóházat, amit 1931-ben lebontották, és Barna Hugóné vásárolta meg a telek egy részét (Barna Hugó fényképész volt), aki egy emeletes házat építtetett Böhm Viktor tervei alapján, Ungár Mór kivitelezésében. 1941-ben Stern Béla tervei alapján emeletráépítésre került sor, és ezzel kialakult a mai formája, sima, egyszerű homlokzata. Mindhárom szinten négy-négy ablak van, a bejárat, a homlokzattól hátrahúzva, a jobb oldalon helyezkedik el.
Silbiger-ház (Déryné utca 18.)
A telek 1864 óta Silbiger tulajdonban volt, de 1931-ben megosztották, a másik a 16. számú ház telke lett. Ezen egy Silbiger Gyula és Silbiger Géza tulajdonában lévő földszintes lakóház állt, ami 1878–80 között épült. A szomszédos Barna-ház felépülte után a kis ház nem maradhatott meg sokáig, és 1937 végére Silbigerék is felépítették kétemeletes házukat. Az épület magassági méretei illeszkednek a szomszéd házéhoz, homlokzati síkjuk is egybeesik, de a Silbiger-ház erkélyei és emeleti középső tengelye kiemelkedik ebből.
Földszintes épületsor (Déryné utca 20–22.)
A telken álló földszintes ház az egykori, középkori Almássy-fundus, illetve kisebb részben a Ráczkövi-fundus területén fekszik. 1850–57 között épülhetett, de később többször is átalakították. A házsor kapcsolódik a zsidó hitközség e területen álló más építményeihez. U alakban elhelyezkedő épület, amely azonban két L alaprajzú lakóház összeépítése révén keletkezett. A két épület találkozásánál vezet a bejárat a Zsinagógához, az udvaron bal oldalon (északon) az imatermek vannak, jobb oldalon (délen) pedig a hitközségi iroda és a főrabbi irodája van, illetve a déli szárnyban közösségi tereket alakítottak ki. Az átjáróban márványtáblák emlékeznek a holokauszt áldozataira. Az épületsor Déryné utcai oldala, főleg a déli szakasz több átalakítás nyomát viseli magán, ebben lakott 1929-ig Frankfurter Sándor (1857–1929) politikus, az Ügyvédi Kamara tiszteletbeli, örökös elnökhelyettese. Az épületsor ezen szakaszán üzlethelyiségek alakultak ki, és hosszú évtizedek óta üzletek működnek bennük.
Zsinagóga (Kazinczy utca 7.)
Az épület főhomlokzatával a Kazinczy utcára néz és oda is van címezve, állandóan használt bejárata a Déryné utcáról nyílik. A zsinagóga 1856 és 1863 között épült Ludwig Förster tervei alapján, neoromán moreszk stílusban. A Kazinczy úti és az udvari homlokzat fő síkjából a főhajó középrizalitként kiemelkedik, arabeszkes rózsaablak díszíti. Ablakai keskenyek, ívesek, kettes, hármas csoportba foglaltak. Az udvar felé néző főhomlokzat oromzata csúcsán Mózes kettős kőtáblája látható. A háromhajós, álbazilikás elrendezésű épület belsejében karcsú vaspillérek vannak, amelyek díszítésében gótikus és bizánci elemek is láthatók. A falak keleti motívumokat idéző, bonyolult festése M. Horowitz munkája. 2017-ben elkezdték az épület felújítását.

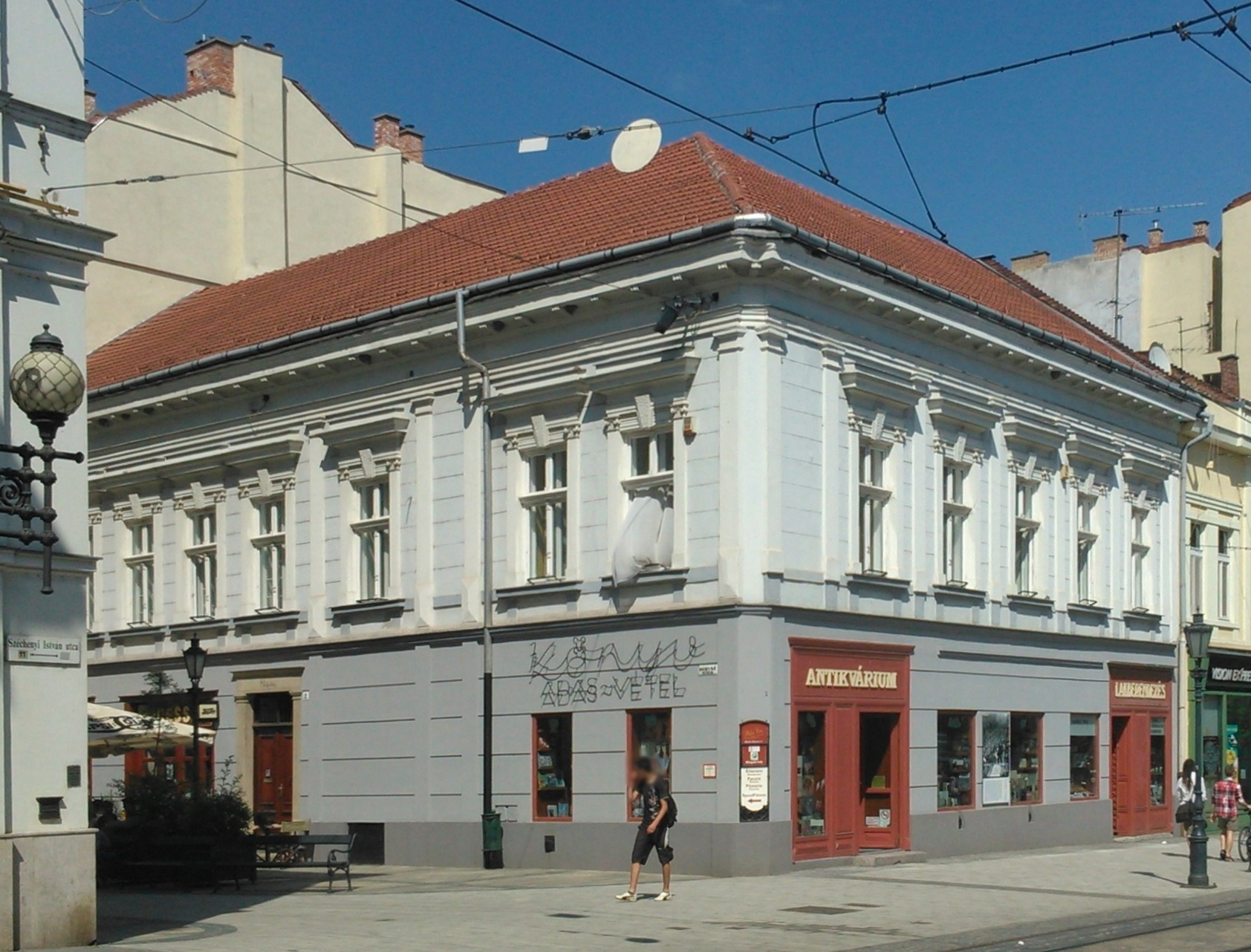
Dálnoky-ház Déryné utca 2.
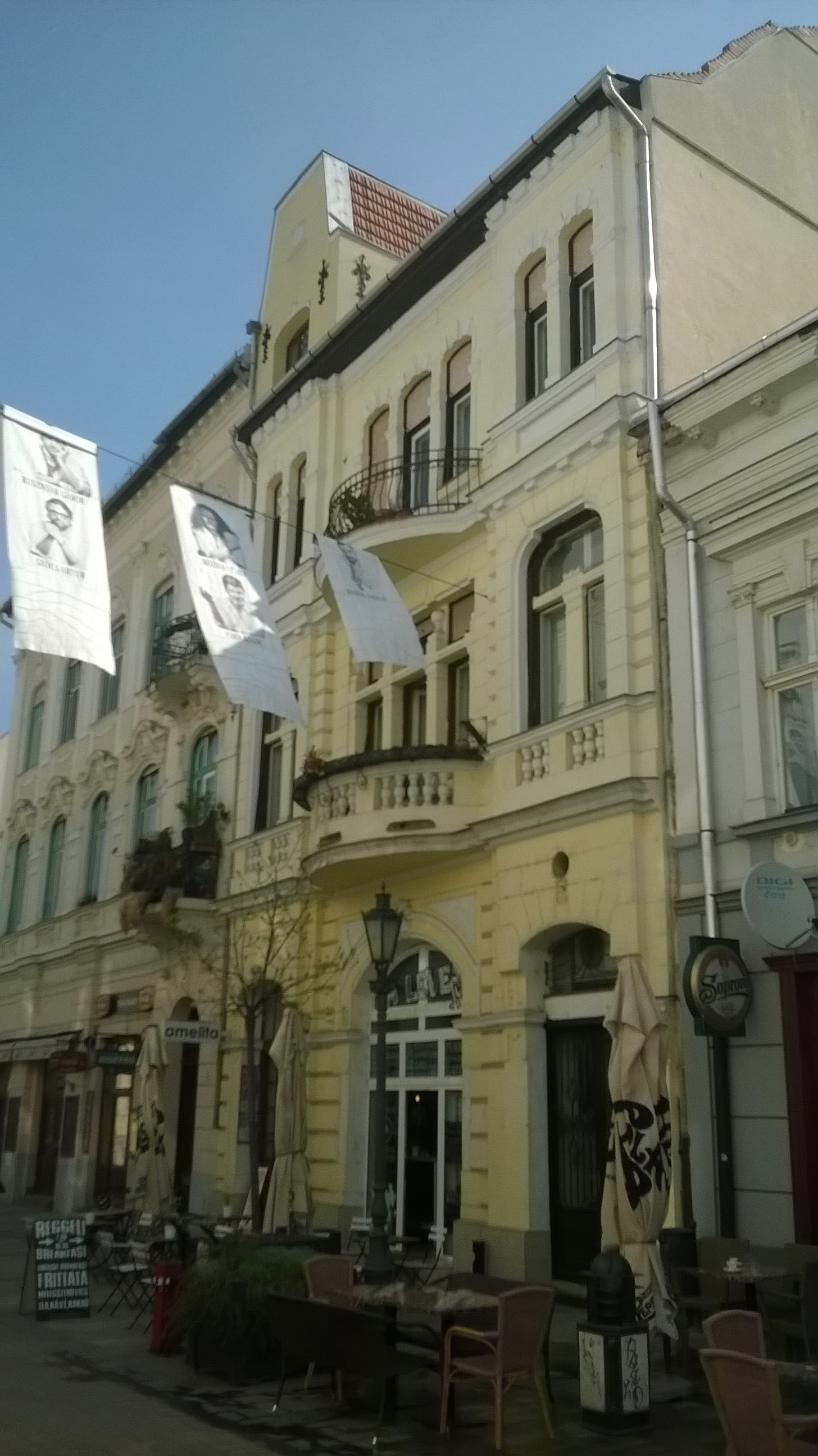
Pilcz-ház Déryné utca 4.
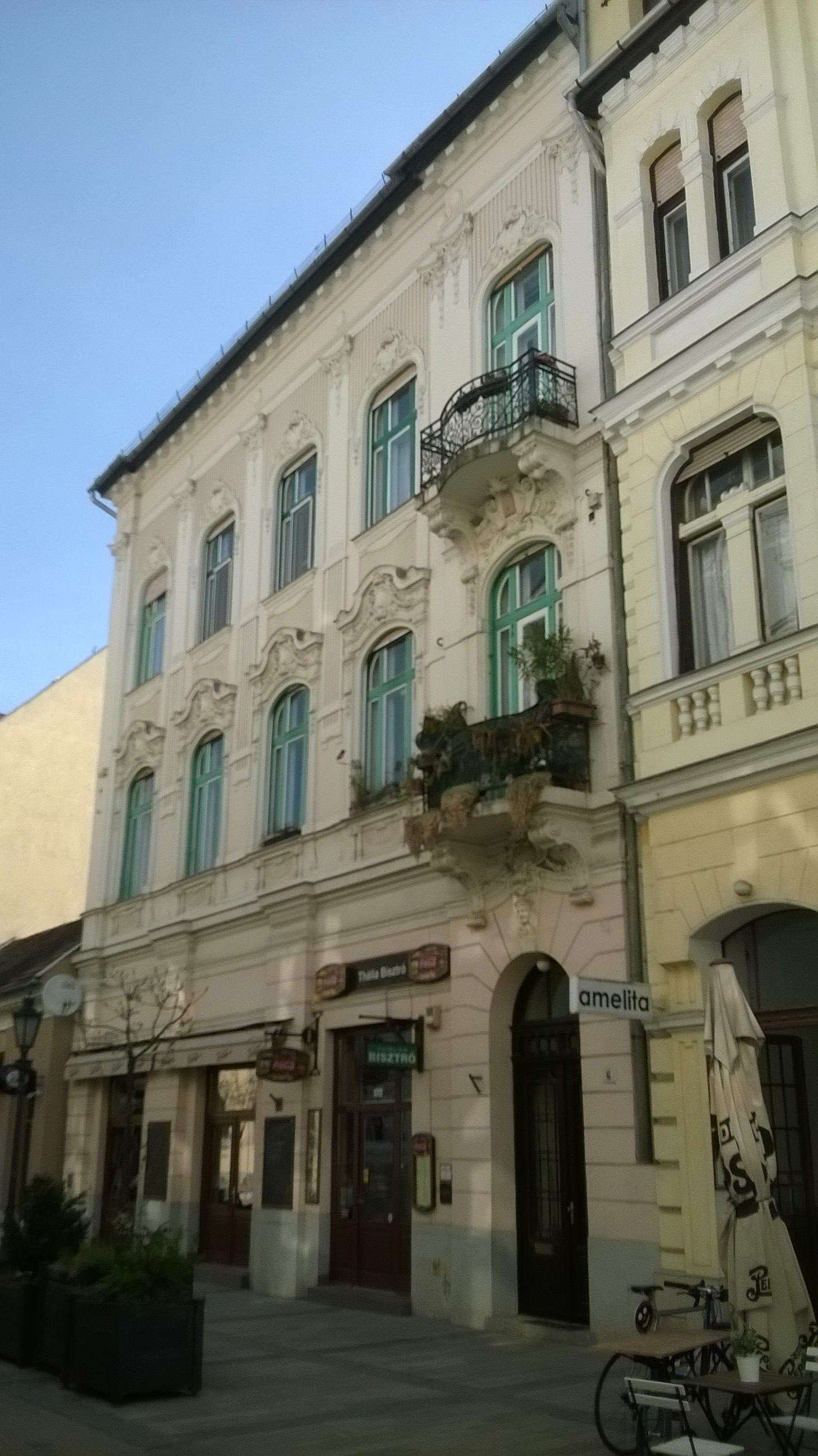
Hitelszövetkezeti székház Déryné utca 6.
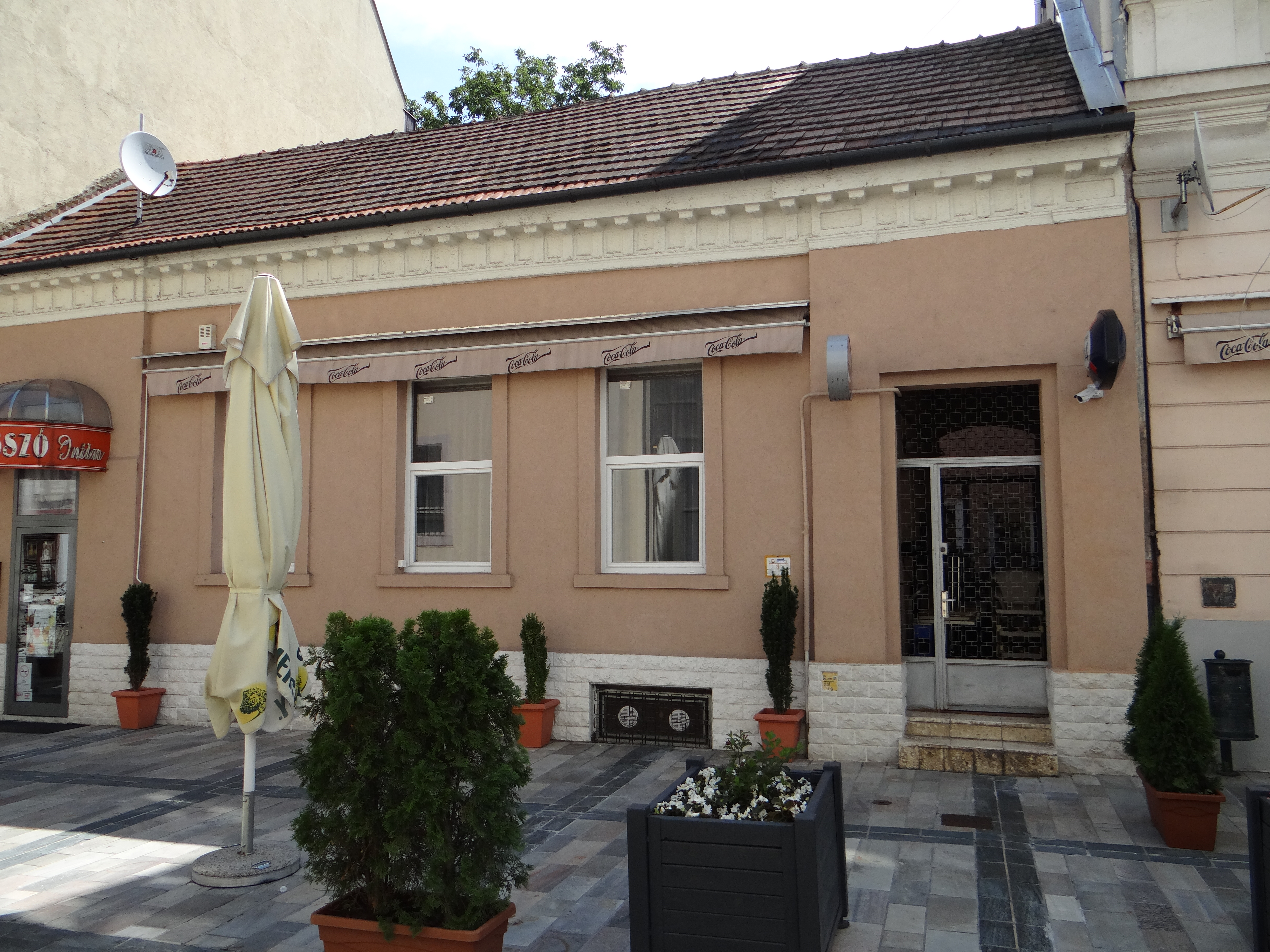
Földszintes ház Déryné utca 8.
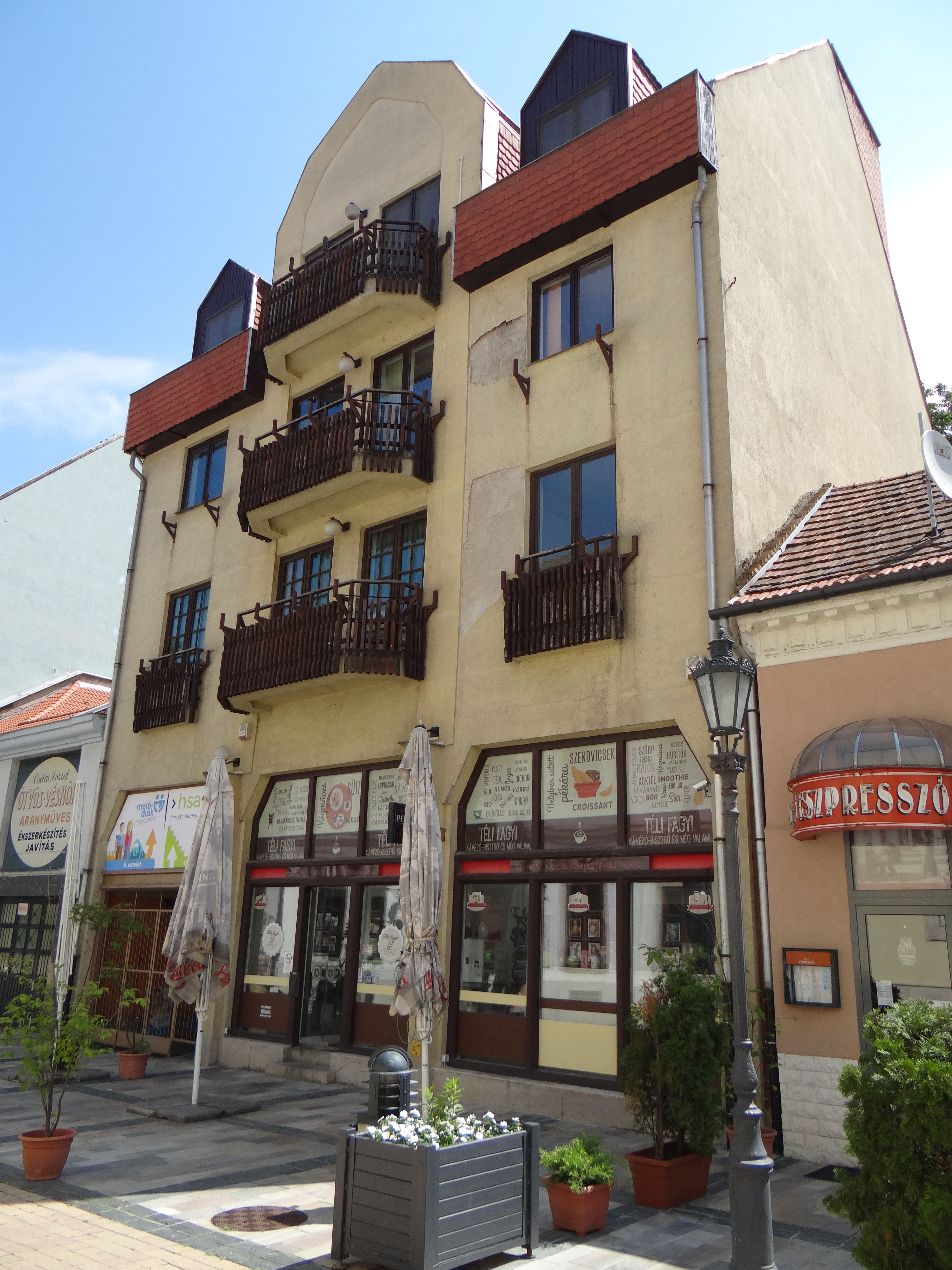
Értékpapír Rt. Déryné utca 10.
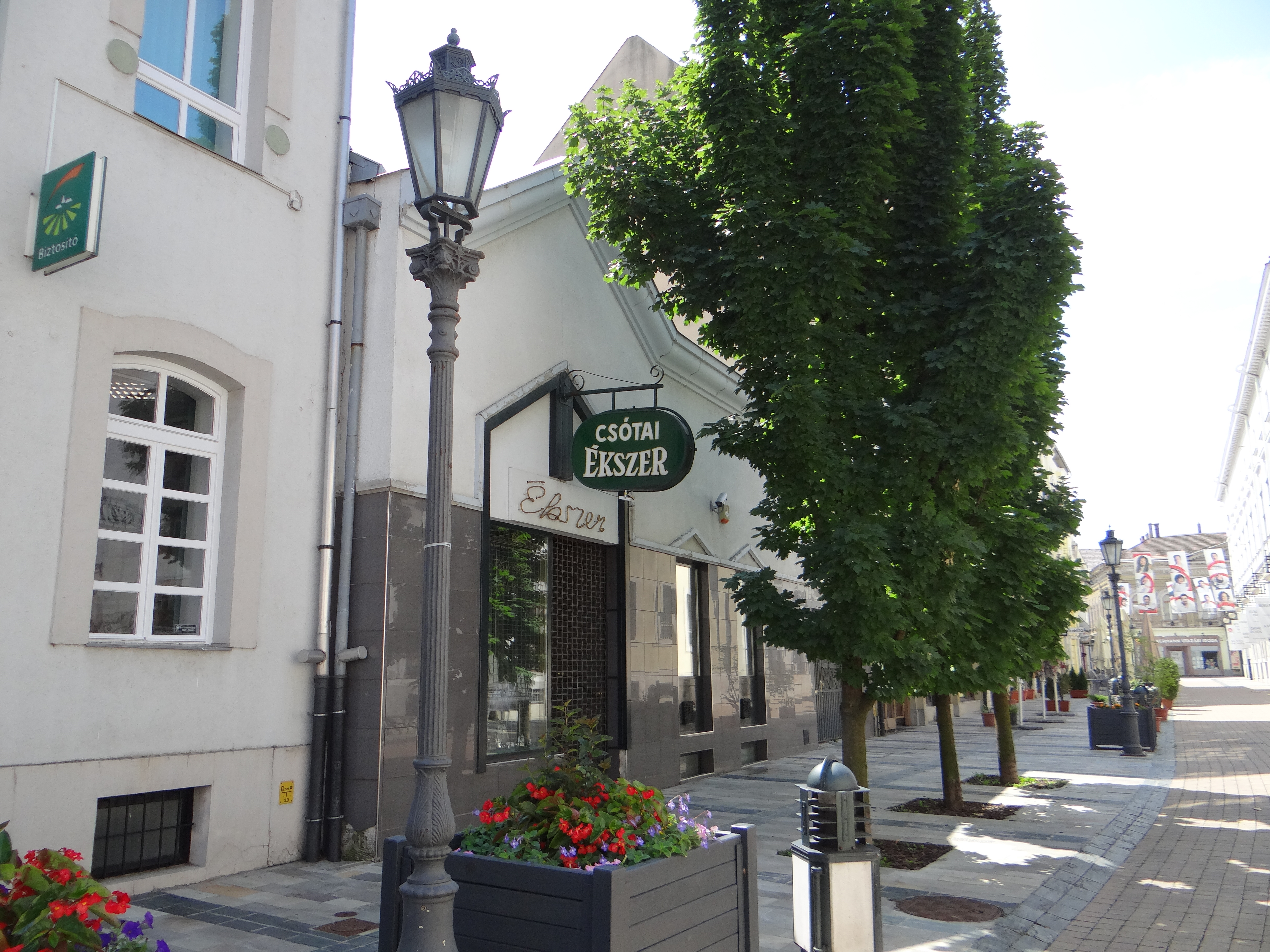
Csótai-ház Déryné utca 12.
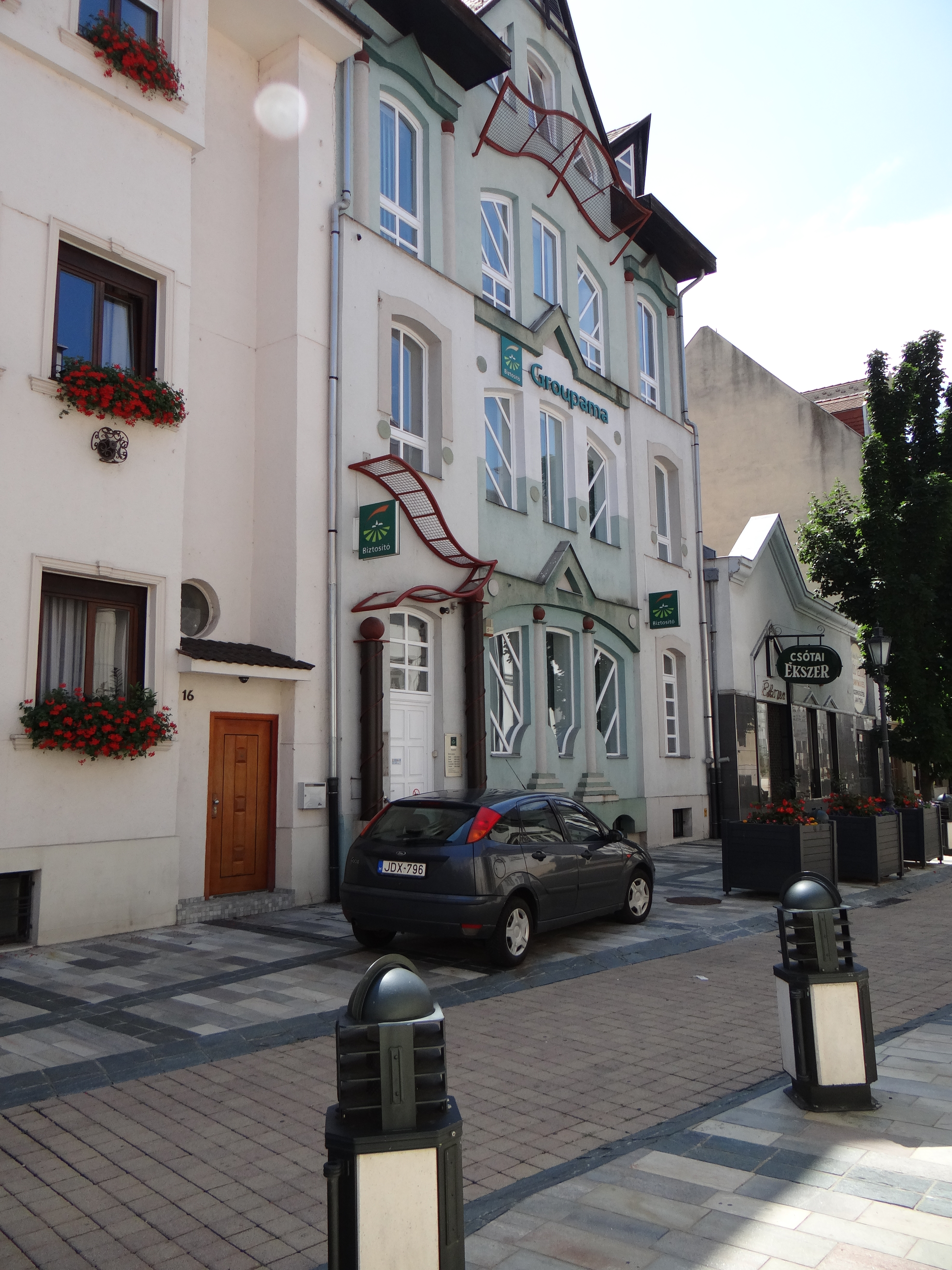
Lakóház Déryné utca 14.
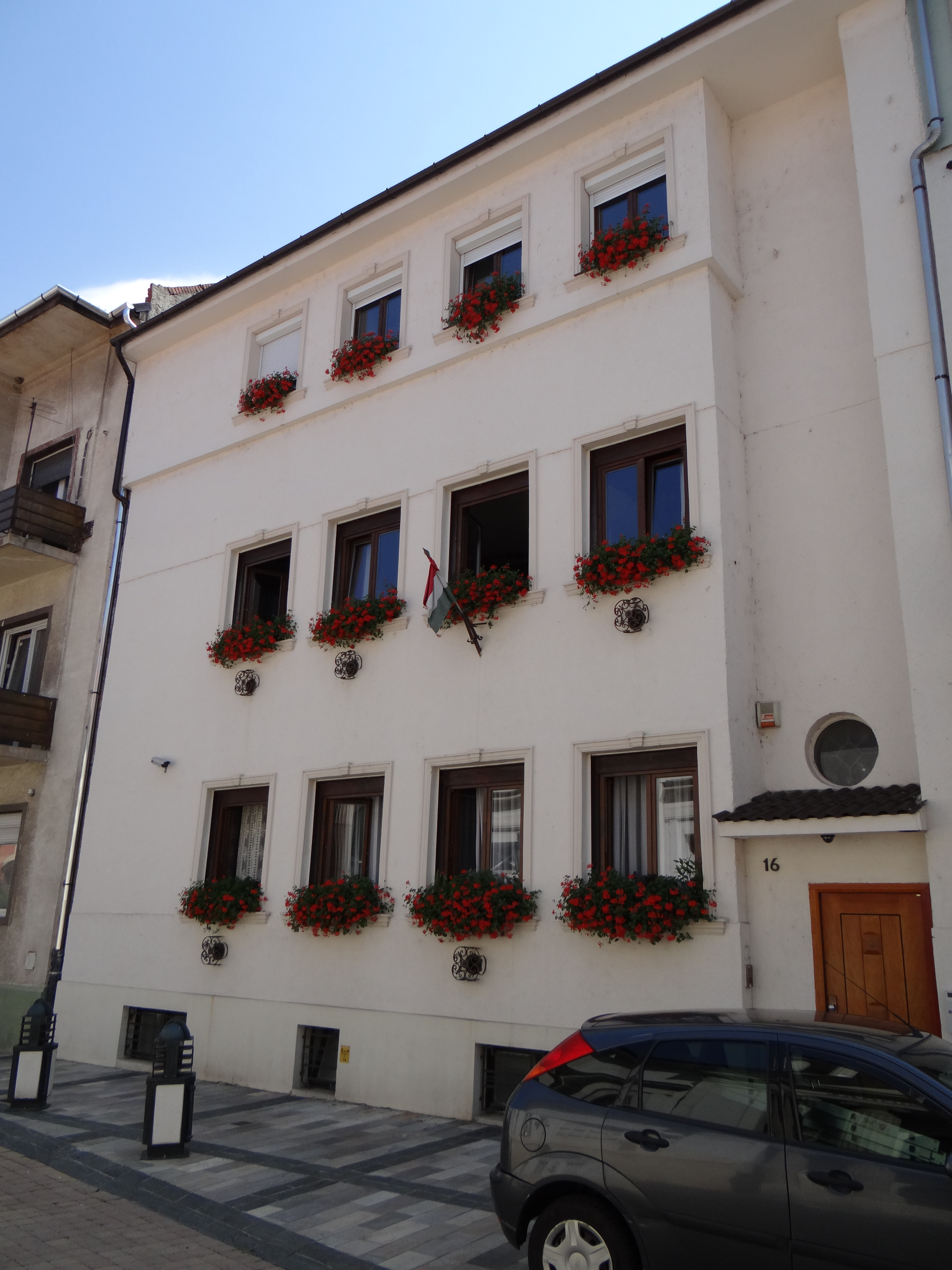
Barna-ház Déryné utca 16.
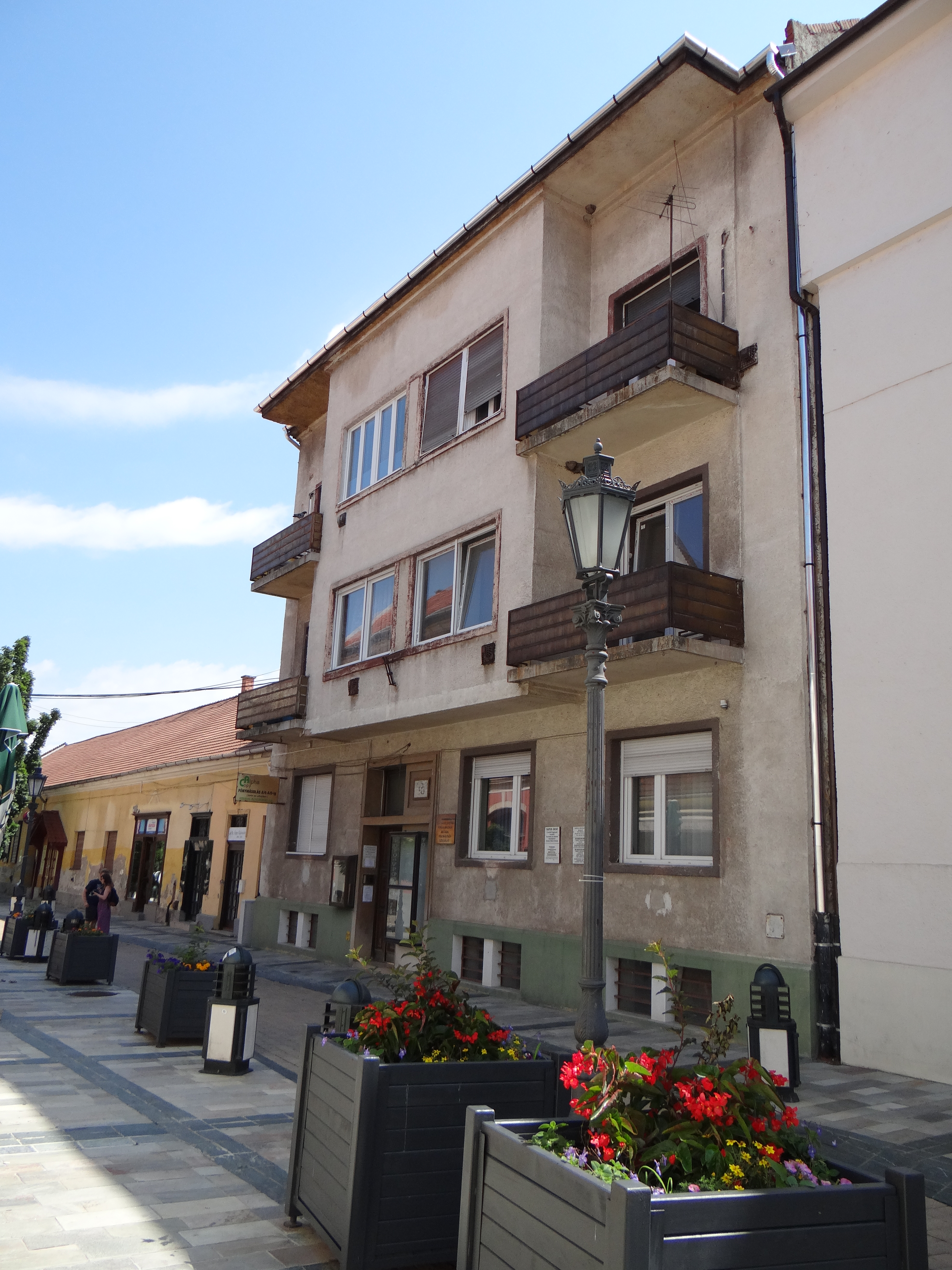
Silbiger-ház Déryné utca 18.
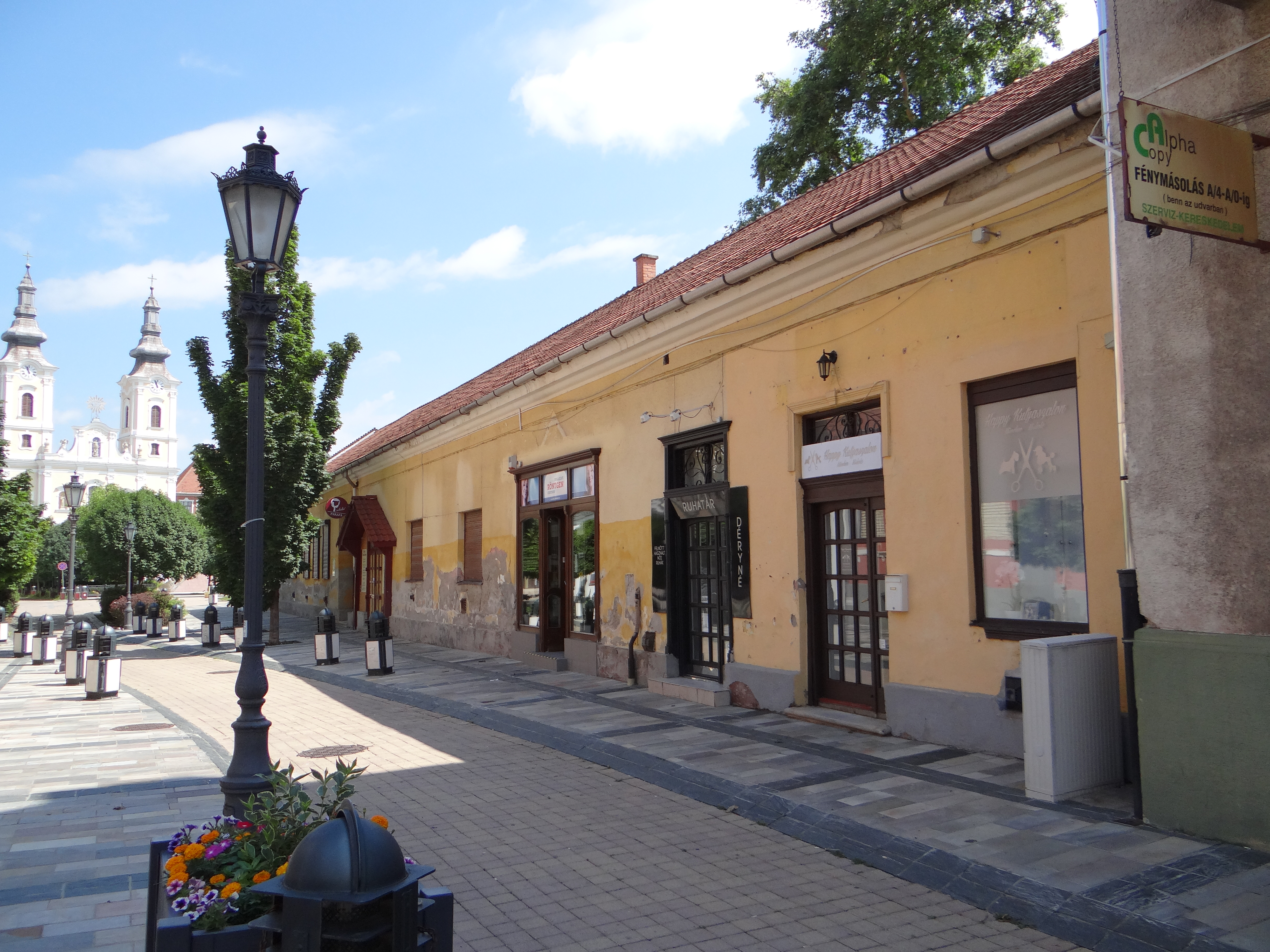
Földszintes épületsor Déryné utca 20–22.
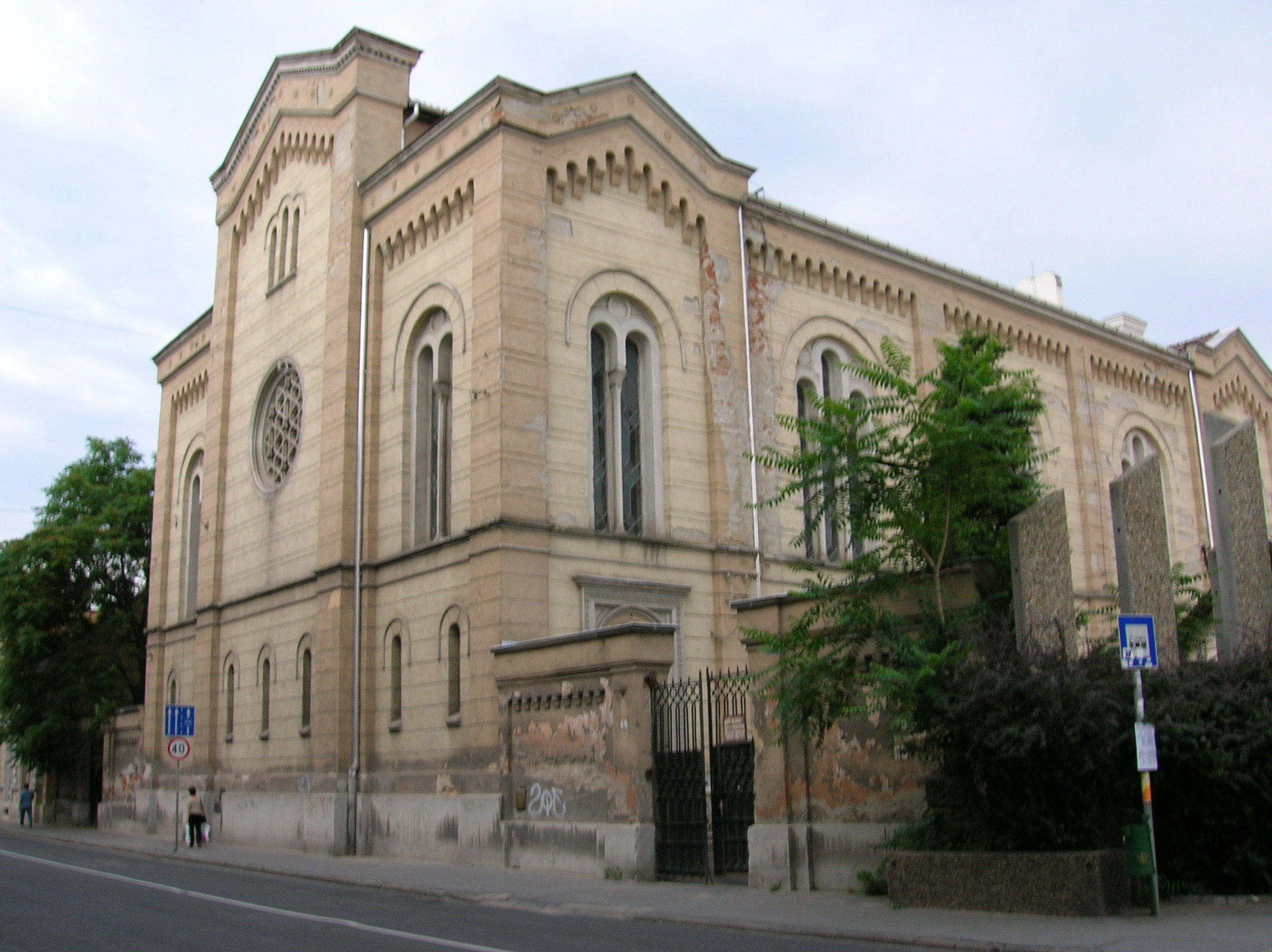
Zsinagóga Kazinczy utca 7.